# Saint-Saturnin (Charente)
Pour les articles homonymes, voir Saint-Saturnin.
Saint-Saturnin est une commune du Sud-Ouest de la France, située dans le département de la Charente (région Nouvelle-Aquitaine).
Saint-Saturnin est une commune résidentielle située à l'ouest d'Angoulême dont elle fait partie de la communauté d'agglomération. Ses habitants sont les Saturniniens et les Saturniniennes.

## Géographie

### Localisation
Saint-Saturnin est une commune située 9 km à l'ouest d'Angoulême et 3 km au sud-est d'Hiersac. Elle fait partie du Grand Angoulême dont elle est la commune la plus occidentale, et du canton d'Hiersac, comme ses voisines Linars et Trois-Palis.
Elle est située dans les Fins bois de la région de production du Cognac.
Saint-Saturnin est aussi à 3 km à 4 km au nord de Nersac, 10 km au nord-est de Châteauneuf.

### Hameaux et lieux-dits
Le bourg est au centre de la commune, mais celle-ci est composée de nombreux hameaux : Beauregard, Marteau, Tarsac, la Vigerie, Mouillac…

### Communes limitrophes

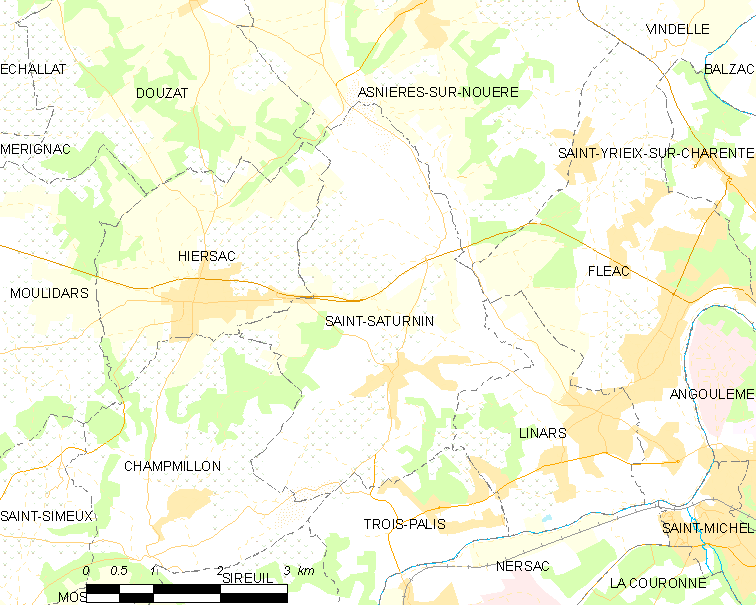
Carte de la commune

| Hiersac     | Asnières-sur-Nouère | Fléac  |
| Champmillon | Saint-Saturnin      | Linars |
|             | Trois-Palis         |        |

### Géologie et relief
La commune est située sur un vaste plateau au sous-sol calcaire d'environ 100 mètres d'altitude, légèrement incliné vers le sud, surmontant la vallée de la Nouère et au nord de la vallée de la Charente.
Géologiquement, elle est à la limite du Jurassique qui occupe la moitié nord du département de la Charente et du Crétacé au sud. Le Portlandien (Jurassique supérieur) occupe une grande moitié nord de la commune. Le Cénomanien (Crétacé) occupe les parties hautes au sud de la commune, où est situé le bourg,,.
Son point le plus haut, 114 m, est situé en bordure de la commune d'Hiersac, près de Tarsac. Son point le plus bas, 32 m, est sur la Nouère à Marteau, en limite de commune de Linars.

### Hydrographie

#### Réseau hydrographique

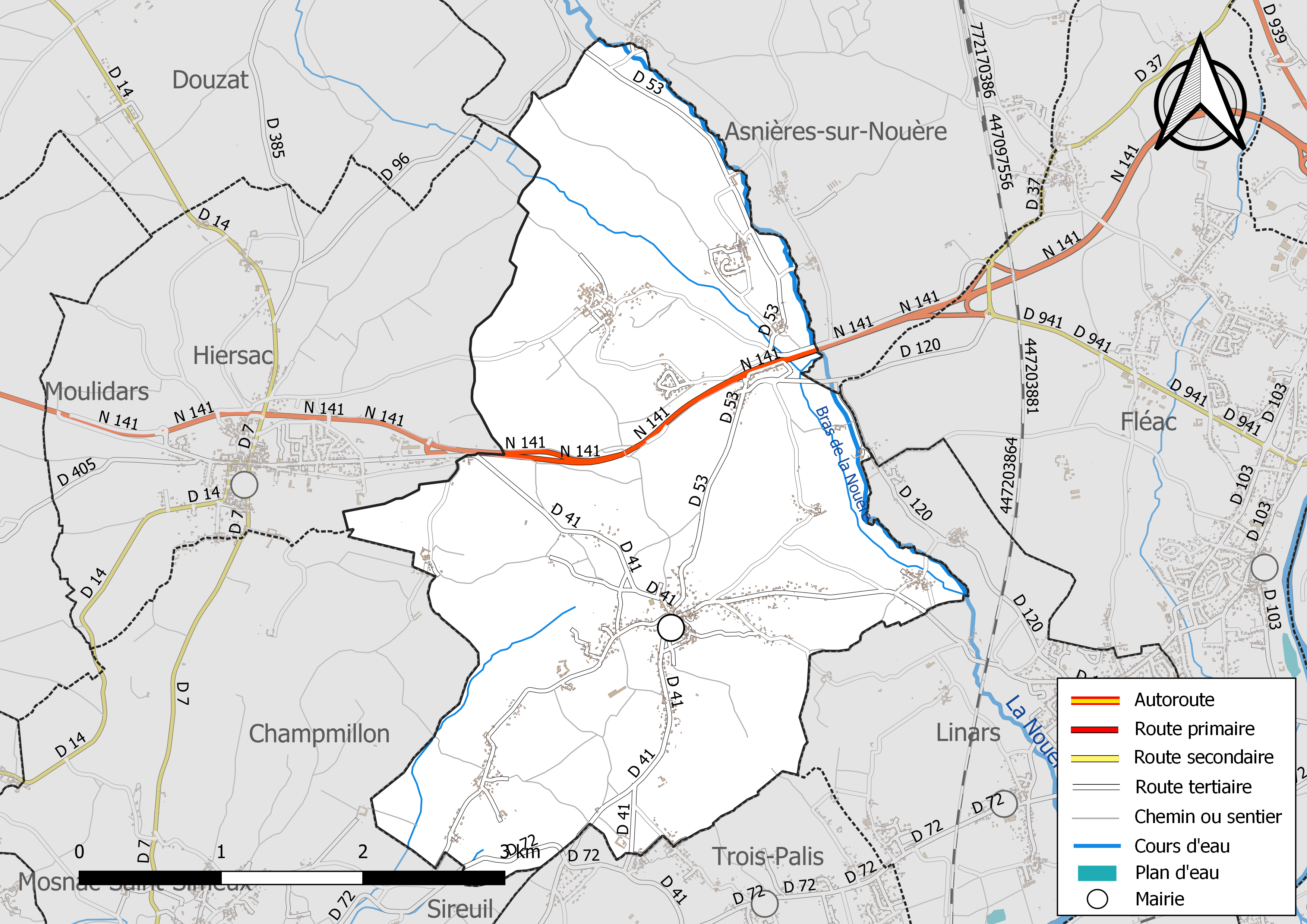
Réseaux hydrographique et routier de Saint-Saturnin.

La commune est située dans le bassin versant de la Charente au sein du Bassin Adour-Garonne. Elle est drainée par la Nouère et par divers petits cours d'eau, qui constituent un réseau hydrographique de 11 km de longueur totale,.
La commune est bordée à l'est par la Nouère, affluent en rive droite de la Charente. Au nord de la commune un petit ruisseau venant de Douzat se jette dans la Nouère à la Vigerie. Un ruisseau temporaire affluent de la Charente borde la commune à l'ouest.

#### Gestion des eaux
Le territoire communal est couvert par le schéma d'aménagement et de gestion des eaux (SAGE) « Charente ». Ce document de planification, dont le territoire correspond au bassin de la Charente, d'une superficie de 9 300 km2, a été approuvé le 19 novembre 2019. La structure porteuse de l'élaboration et de la mise en œuvre est l'établissement public territorial de bassin Charente. Il définit sur son territoire les objectifs généraux d’utilisation, de mise en valeur et de protection quantitative et qualitative des ressources en eau superficielle et souterraine, en respect des objectifs de qualité définis dans le troisième SDAGE  du Bassin Adour-Garonne qui couvre la période 2022-2027, approuvé le 10 mars 2022.

### Climat
Comme dans les trois quarts sud et ouest du département, le climat est océanique aquitain, et semblable à celui de la ville de Cognac où est située la station météorologique départementale.
| Mois                              | jan. | fév.  | mars  | avril | mai   | juin  | jui.  | août  | sep.  | oct. | nov. | déc. | année   |
| --------------------------------- | ---- | ----- | ----- | ----- | ----- | ----- | ----- | ----- | ----- | ---- | ---- | ---- | ------- |
| Température minimale moyenne (°C) | 2    | 2,8   | 3,8   | 6,2   | 9,4   | 12,4  | 14,4  | 14    | 12,1  | 8,9  | 4,7  | 2,6  | 7,8     |
| Température moyenne (°C)          | 5,4  | 6,7   | 8,5   | 11,1  | 14,4  | 17,8  | 20,2  | 19,7  | 17,6  | 13,7 | 8,6  | 5,9  | 12,5    |
| Température maximale moyenne (°C) | 8,7  | 10,5  | 13,1  | 15,9  | 19,5  | 23,1  | 26,1  | 25,4  | 23,1  | 18,5 | 12,4 | 9,2  | 17,7    |
| Ensoleillement (h)                | 80   | 103,9 | 153,3 | 184,5 | 204,9 | 239,6 | 276,4 | 248,3 | 199,4 | 159  | 96,8 | 78,8 | 2 024,9 |
| Précipitations (mm)               | 80,4 | 67,3  | 65,9  | 68,3  | 71,6  | 46,6  | 45,1  | 50,2  | 59,2  | 68,6 | 79,8 | 80   | 783,6   |

### Voies de communication et transports
La commune est traversée d'est en ouest par la route nationale 141 d'Angoulême à Saintes, qui est une portion de la route Centre-Europe Atlantique (RCEA), et qui passe par le hameau de la Vigerie, pont sur la Nouère, à 2 km au nord du bourg. Cette route est en cours d'aménagement en voie express 2x2 voies entre Hiersac et Saint-Yrieix.
Le bourg est desservi par la D 41 d'Hiersac à Linars et la D 53 d'Asnières-sur-Nouère et la Vigerie à Sireuil.
Saint-Saturnin est aussi desservie par les transports en commun d'Angoulême qui desservent l'agglomération, les lignes no 21 et 23 qui vont à Linars.

## Urbanisme

### Typologie
Au 1er janvier 2024, Saint-Saturnin est catégorisée commune rurale à habitat dispersé, selon la nouvelle grille communale de densité à 7 niveaux définie par l'Insee en 2022.
Elle est située hors unité urbaine. Par ailleurs la commune fait partie de l'aire d'attraction d'Angoulême, dont elle est une commune de la couronne,. Cette aire, qui regroupe 94 communes, est catégorisée dans les aires de 50 000 à moins de 200 000 habitants,.

### Occupation des sols
L'occupation des sols de la commune, telle qu'elle ressort de la base de données européenne d’occupation biophysique des sols Corine Land Cover (CLC), est marquée par l'importance des territoires agricoles (90 % en 2018), une proportion sensiblement équivalente à celle de 1990 (90,5 %). La répartition détaillée en 2018 est la suivante : 
zones agricoles hétérogènes (47,5 %), cultures permanentes (20 %), terres arables (12 %), prairies (10,5 %), forêts (5,3 %), zones urbanisées (4,7 %). L'évolution de l’occupation des sols de la commune et de ses infrastructures peut être observée sur les différentes représentations cartographiques du territoire : la carte de Cassini (XVIIIe siècle), la carte d'état-major (1820-1866) et les cartes ou photos aériennes de l'IGN pour la période actuelle (1950 à aujourd'hui).

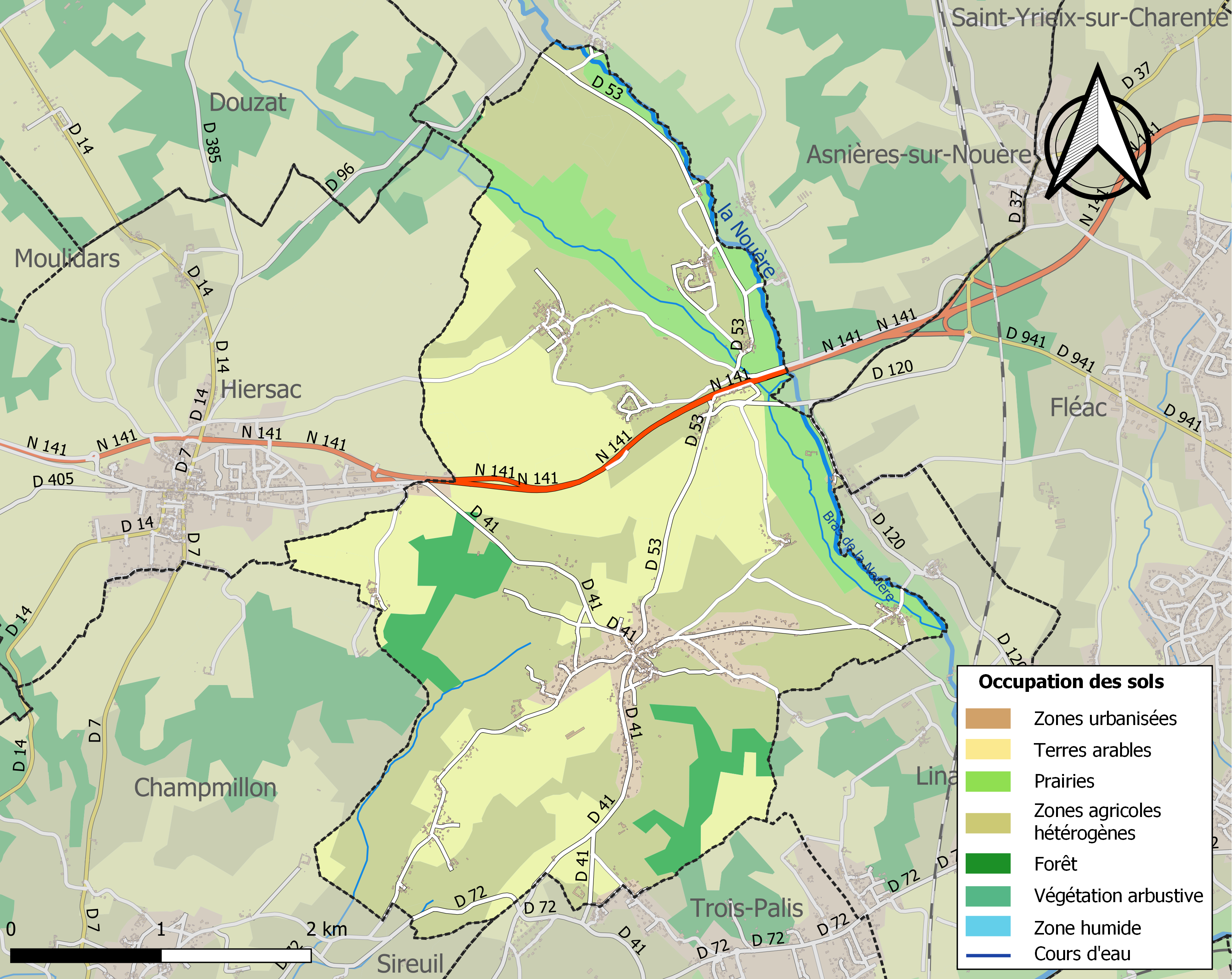
Carte des infrastructures et de l'occupation des sols de la commune en 2018 (CLC).

### Risques majeurs
Le territoire de la commune de Saint-Saturnin est vulnérable à différents aléas naturels : météorologiques (tempête, orage, neige, grand froid, canicule ou sécheresse) et séisme (sismicité modérée). Il est également exposé à un risque technologique,  le transport de matières dangereuses. Un site publié par le BRGM permet d'évaluer simplement et rapidement les risques d'un bien localisé soit par son adresse soit par le numéro de sa parcelle.

#### Risques naturels

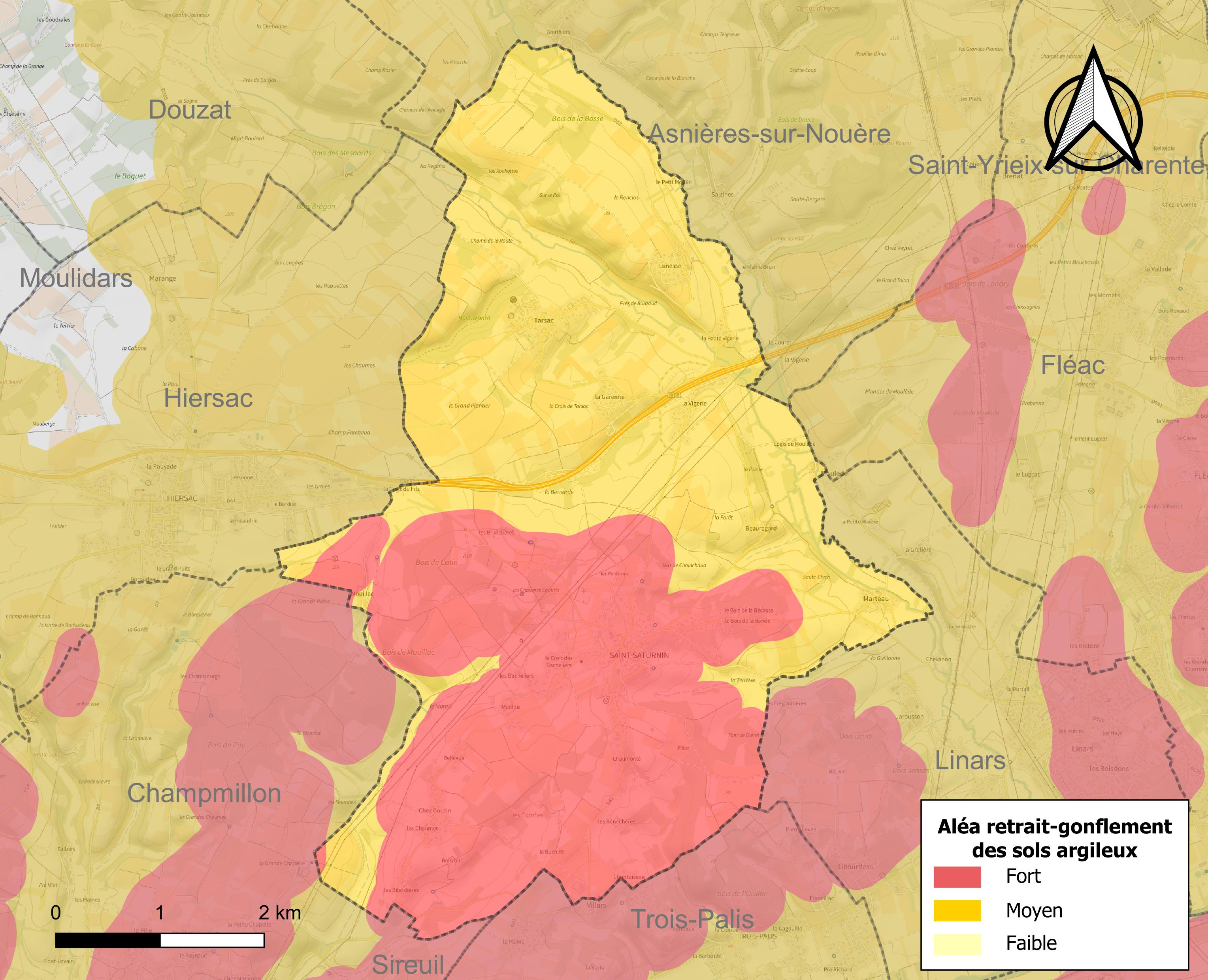
Carte des zones d'aléa retrait-gonflement des sols argileux de Saint-Saturnin.

Le retrait-gonflement des sols argileux est susceptible d'engendrer des dommages importants aux bâtiments en cas d’alternance de périodes de sécheresse et de pluie. La totalité de la commune est en aléa moyen ou fort (67,4 % au niveau départemental et 48,5 % au niveau national). Sur les 594 bâtiments dénombrés sur la commune en 2019,  594 sont en aléa moyen ou fort, soit 100 %, à comparer aux 81 % au niveau départemental et 54 % au niveau national. Une cartographie de l'exposition du territoire national au retrait gonflement des sols argileux est disponible sur le site du BRGM,.
Par ailleurs, afin de mieux appréhender le risque d’affaissement de terrain, l'inventaire national des cavités souterraines permet de localiser celles situées sur la commune.
La commune a été reconnue en état de catastrophe naturelle au titre des dommages causés par les inondations et coulées de boue survenues en 1982 et 1999. Concernant les mouvements de terrains, la commune a été reconnue en état de catastrophe naturelle au titre des dommages causés par la sécheresse en 2003 et 2011 et par des mouvements de terrain en 1999.

#### Risques technologiques
Le risque de transport de matières dangereuses sur la commune est lié à sa traversée par une ou des infrastructures routières ou ferroviaires importantes ou la présence d'une canalisation de transport d'hydrocarbures. Un accident se produisant sur de telles infrastructures est susceptible d’avoir des effets graves sur les biens, les personnes ou l'environnement, selon la nature du matériau transporté. Des dispositions d’urbanisme peuvent être préconisées en conséquence.

## Toponymie
Comme de nombreuses communes éponymes localisées principalement dans le sud de la France, cette commune doit son nom au culte de saint Saturnin de Toulouse (saint Cernin), premier évêque chrétien de Toulouse répertorié,,.
Pendant la Révolution, la commune s'est appelée provisoirement Saturnin-sur-Nouère.

## Histoire
Des découvertes sur le territoire de la commune, notamment de poteries et de tegulae (en particulier à la Vigerie), ont établi la présence d'habitants au premier millénaire avant Jésus-Christ, puis d'une vie gallo-romaine active,.
Le chemin des Anglais, voie antique qui reliait Angoulême à Cognac et Saintes, passait à peu de distance au nord du bourg.
L'existence du village de Saint-Saturnin est attestée au IXe siècle. Le développement des hameaux, notamment la Vigerie et Villars, est dû au développement économique au XIIIe siècle.
D'après la légende inscrite sur les bas-reliefs énigmatiques du tympan de l'église, celle-ci aurait été fondée par le frère de saint Ausone, évêque d'Angoulême, et en ce lieu se seraient rencontrés saint Ausone et saint Martial, apôtre de l'Aquitaine.
Au XVIIe siècle, Saint-Saturnin dépend de la châtellenie et du diocèse d'Angoulême, au sein de la généralité de Limoges. Une économie locale se développe au XVIIIe siècle grâce aux vignobles et aux quelques moulins à blé mais de graves intempéries climatiques ruinent la commune à la fin de ce siècle.
Sous l'Ancien Régime, Saint-Saturnin avait la particularité de ne pas avoir de château seigneurial. Le comte d'Angoulême, seigneur de Saint-Saturnin, y rendait la justice par l'intermédiaire d'un prévôt. Les principaux fiefs de la paroisse étaient Mouillac, Tarsac et Maillou. Ce dernier était le plus important et il deviendra le chef-lieu de la seigneurie.
Au XVe siècle, Maillou comprenait un « hôtel », et une maison particulière avec métairie. Le siège de la seigneurie était possédé par François de Mosnac, qui ne possédait pas les terres du hameau. En 1539, le village et la métairie furent acquis par Guillaume Nesmond, avocat au Présidial d'Angoulême. Cette famille était issue d'une famille de marchands, qui par la suite obtiendra de hautes dignités dans l'église, la magistrature et l'armée. En 1579, son fils François acquit la totalité des terres de Maillou. Celui-ci fut nommé avocat du roi au Présidial d'Angoulême, puis président à mortier au Parlement de Bordeaux en 1569, et conseiller d'État. C'est lui qui construisit le château. Son fils et petit-fils eurent les mêmes charges, et la famille prit le titre de de Nesmond.
Le fief de Tarsac sera rattaché à celui de Maillou par André de Nesmond vers 1610. En 1710, Maillou et Tarsac furent vendus à Henri Rambaud. Originaire du Dauphiné ainsi que son épouse, il avait fait fortune à l'Houmeau, à Angoulême. Un de ses descendants fut seigneur de Bourg-Charente, un autre curé de l'Houmeau, et un autre maire de Saint-Saturnin à la Restauration.
À ses débuts, Mouillac était un petit domaine bâti sur les terres de l'abbaye de Saint-Cybard. Au XVIe siècle, il fut anobli. La seigneurie de Mouillac fut possédée entre 1632 et la Révolution par la famille Valleteau; en 1793 le domaine fut aliéné.
Pendant la première moitié du XXe siècle, la commune était desservie par la petite ligne ferroviaire d'intérêt local à voie métrique des Chemins de fer départementaux, la ligne d'Angoulême à Matha, appelée le Petit Rouillac. La gare de Saint-Saturnin était située près du bourg, entre celle de Linars et celle d'Hiersac.

## Administration

### Liste des maires

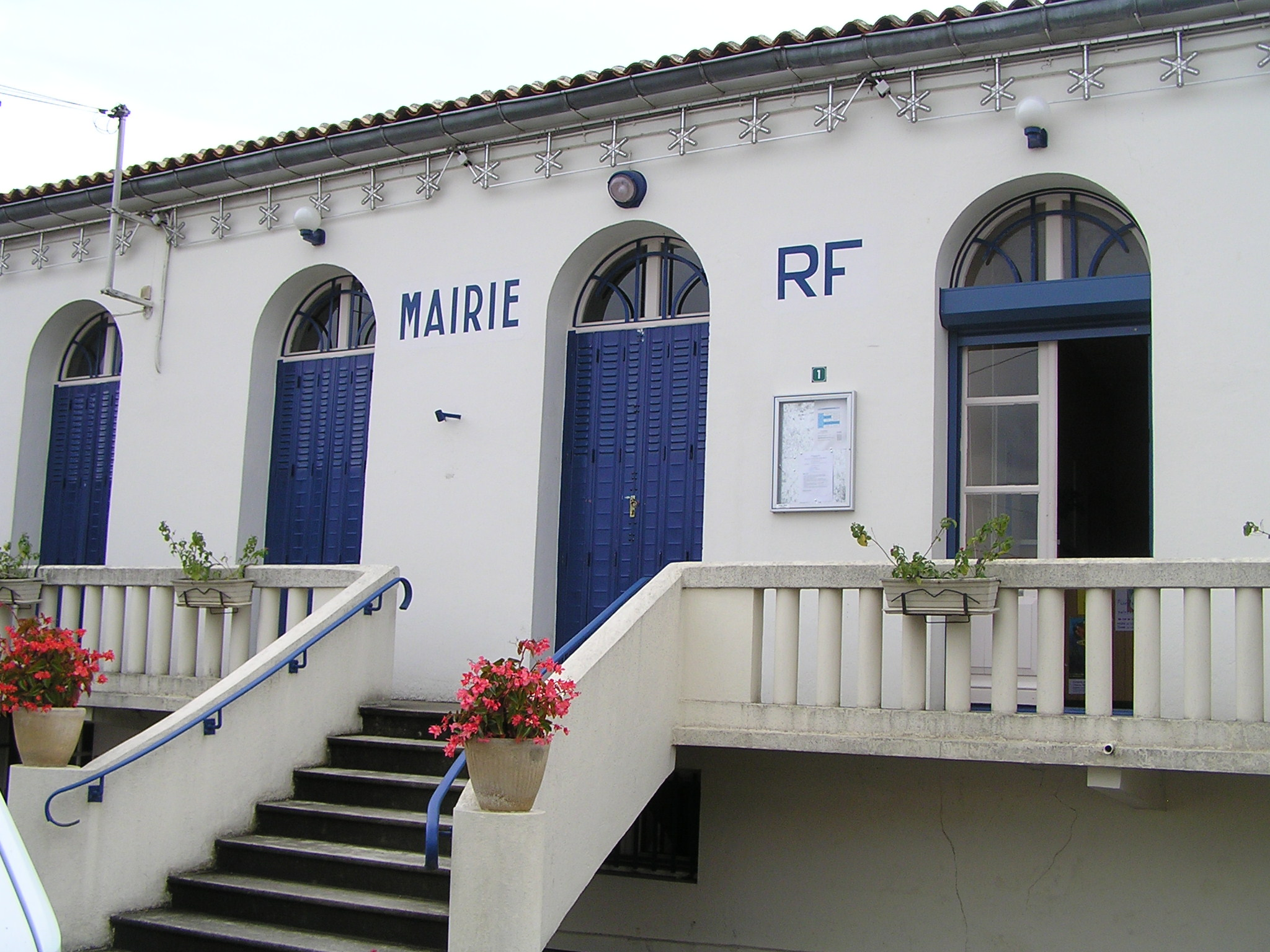
La mairie de Saint-Saturnin.

| Période | Période  | Identité                                 | Étiquette | Qualité                               |
| ------- | -------- | ---------------------------------------- | --------- | ------------------------------------- |
| 1792    | 1800     | Jean Jacques Louis Valleteau de Mouillac |           | Écuyer Seigneur de Mouillac et autres |
| 1800    | 1818     | Louis Gazillier                          |           | Propriétaire cultivateur              |
| 1818    | 1822     | Mathurin Henry Rambaud de Brunelières    |           | Ancien Capitaine d'Infanterie         |
| 1822    | 1841     | Henry Voyer                              |           | Chirurgien                            |
| 1841    | 1858     | Mathurin Mathieu-Bodet                   |           | Cultivateur                           |
| 1858    | 1879     | Jean Mathurin Mathieu-Bodet              |           | Meunier et cultivateur                |
| 1879    | 1884     | Louis François l'Aîné                    |           | Cultivateur                           |
| 1884    | 1896     | François Jacques Nestor Baillou          |           | Cultivateur                           |
| 1896    | 1904     | Jean Bodet                               |           | Cultivateur et meunier                |
| 1904    | 1929     | Ulysse Pierre Charbonnaud                |           | Propriétaire exploitant               |
| 1929    | 1935     | Pierre Roy                               |           | Maréchal Ferrant                      |
| 1935    | 1945     | Alexis Jean Grenat                       |           | Agriculteur                           |
| 1945    | 1947     | Pierre Louis Charbonnaud                 |           | Agriculteur                           |
| 1947    | 1953     | Albert François Alexandre Noblet         |           | Cultivateur viticulteur               |
| 1953    | 1959     | Pierre Louis Charbonnaud                 |           | Agriculteur                           |
| 1959    | 1965     | Maxime Pajot                             |           | Propriétaire exploitant               |
| 1965    | 1977     | Pierre Alphonse Pagnoux                  |           | Cheminot                              |
| 1977    | 1989     | Jean-Paul Brandy                         |           | Gérant de société                     |
| 1989    | 1995     | Rémi Deliquet                            |           | Professeur technique au Lycée         |
| 1995    | 2014     | Didier Louis                             | PS        | Cadre retraité de GDF                 |
| 2014    | 2020     | Anne-Marie Bernazeau                     | SE-DVG    | Cadre retraitée                       |
| 2020    | 2022     | Marie-Henriette Beaugendre               | UDI       | Ingénieure Urbaniste                  |
| 2022    | En cours | Catherine Brie                           | SE        | Cadre dans la Fonction Publique       |

### Jumelages
Au 8 juin 2012, Saint-Saturnin n'est jumelée avec aucune commune.

### Politique environnementale
La gestion des ordures ménagères est assurée au niveau de l'ensemble des communes du Grand Angoulême par un service commun de collecte des déchets.

## Démographie

### Évolution démographique
En 2009, Saint-Saturnin comptait 1 315 habitants (soit une augmentation de  13 % par rapport à 1999). La commune occupait le 7 467e rang au niveau national, alors qu'elle était au  7 554e en 1999, et le 48e au niveau départemental sur 404 communes.
L'évolution  du nombre d'habitants est connue à travers les recensements de la population  effectués à Saint-Saturnin depuis 1793.
Au début du XXIe siècle, les  modalités de recensement ont été modifiées par loi du 27 février 2002, dite loi de démocratie de  proximité, afin de permettre, après une période transitoire courant de 2004 à 2008, la  publication annuelle de la population légale des différentes circonscriptions  administratives françaises.
Pour les communes dont la population est inférieure à 10 000 habitants, les enquêtes sont exhaustives et ont lieu par roulement tous les cinq ans. Pour Saint-Saturnin, le premier recensement a été fait en 2006, les suivants  étant en 2011, 2016, etc. La première population légale postérieure à celle  de 1999 et s’inscrivant dans ce nouveau dispositif est entrée en vigueur au 1er janvier 2009 et correspond au recensement de l’année 2006, qui, pour  Saint-Saturnin, est un recensement exhaustif.
Un maximum de la population a été atteint en 2009 avec 1 315 habitants.
L'évolution du nombre d'habitants est connue à travers les recensements de la population effectués dans la commune depuis 1793. Pour les communes de moins de 10 000 habitants, une enquête de recensement portant sur toute la population est réalisée tous les cinq ans, les populations de référence des années intermédiaires étant quant à elles estimées par interpolation ou extrapolation. Pour la commune, le premier recensement exhaustif entrant dans le cadre du nouveau dispositif a été réalisé en 2006.

En 2022, la commune comptait 1 273 habitants, en évolution de −1,01 % par rapport à 2016 (Charente : −0,48 %, France hors Mayotte : +2,11 %).
| 1793 | 1800 | 1806 | 1821 | 1831 | 1841 | 1846 | 1851 | 1856 |
| ---- | ---- | ---- | ---- | ---- | ---- | ---- | ---- | ---- |
| 919  | 971  | 892  | 904  | 890  | 895  | 914  | 916  | 882  |

| 1861 | 1866 | 1872 | 1876 | 1881 | 1886 | 1891 | 1896 | 1901 |
| ---- | ---- | ---- | ---- | ---- | ---- | ---- | ---- | ---- |
| 906  | 897  | 846  | 787  | 707  | 667  | 631  | 621  | 595  |

| 1906 | 1911 | 1921 | 1926 | 1931 | 1936 | 1946 | 1954 | 1962 |
| ---- | ---- | ---- | ---- | ---- | ---- | ---- | ---- | ---- |
| 642  | 605  | 560  | 550  | 525  | 530  | 561  | 591  | 605  |

| 1968 | 1975 | 1982 | 1990  | 1999  | 2006  | 2011  | 2016  | 2021  |
| ---- | ---- | ---- | ----- | ----- | ----- | ----- | ----- | ----- |
| 619  | 651  | 820  | 1 083 | 1 159 | 1 291 | 1 323 | 1 286 | 1 281 |

| 2022  | - | - | - | - | - | - | - | - |
| ----- | - | - | - | - | - | - | - | - |
| 1 273 | - | - | - | - | - | - | - | - |

#### Pyramide des âges
En 2018, le taux de personnes d'un âge inférieur à 30 ans s'élève à 28,3 %, soit en dessous de la moyenne départementale (30,2 %). À l'inverse, le taux de personnes d'âge supérieur à 60 ans est de 27,8 % la même année, alors qu'il est de 32,3 % au niveau départemental.
En 2018, la commune comptait 629 hommes pour 665 femmes, soit un taux de 51,39 % de femmes, légèrement inférieur au taux départemental (51,59 %).
Les pyramides des âges de la commune et du département s'établissent comme suit.
| Hommes | Classe d’âge | Femmes |
| ------ | ------------ | ------ |
| 0,5    | 90 ou +      | 1,1    |
| 4,1    | 75-89 ans    | 4,9    |
| 23,1   | 60-74 ans    | 21,9   |
| 27,7   | 45-59 ans    | 25,7   |
| 16,4   | 30-44 ans    | 18,0   |
| 13,1   | 15-29 ans    | 14,2   |
| 15,1   | 0-14 ans     | 14,2   |

| Hommes | Classe d’âge | Femmes |
| ------ | ------------ | ------ |
| 1      | 90 ou +      | 2,7    |
| 9,2    | 75-89 ans    | 12     |
| 20,6   | 60-74 ans    | 21,3   |
| 20,7   | 45-59 ans    | 20,3   |
| 16,8   | 30-44 ans    | 16     |
| 15,6   | 15-29 ans    | 13,4   |
| 16,1   | 0-14 ans     | 14,3   |

## Économie

### Revenus de la population et fiscalité
En 2009, le revenu fiscal médian par ménage était de 20 695 €, ce qui plaçait Saint-Saturnin au 5 140e rang parmi les 31 604 communes de plus de 50 ménages en métropole.

### Agriculture
La viticulture occupe une partie importante de l'activité agricole. La commune est classée dans les Fins Bois, dans la zone d'appellation d'origine contrôlée du cognac.

### Emploi
En 2008, le taux de chômage à Saint-Saturnin était de 5,4 %.

### Entreprises et commerces
Plusieurs artisans du BTP sont présents sur la commune. La commune de Saint-Saturnin est située en vignoble d’appellation cognac et la viticulture joue un grand rôle économique.

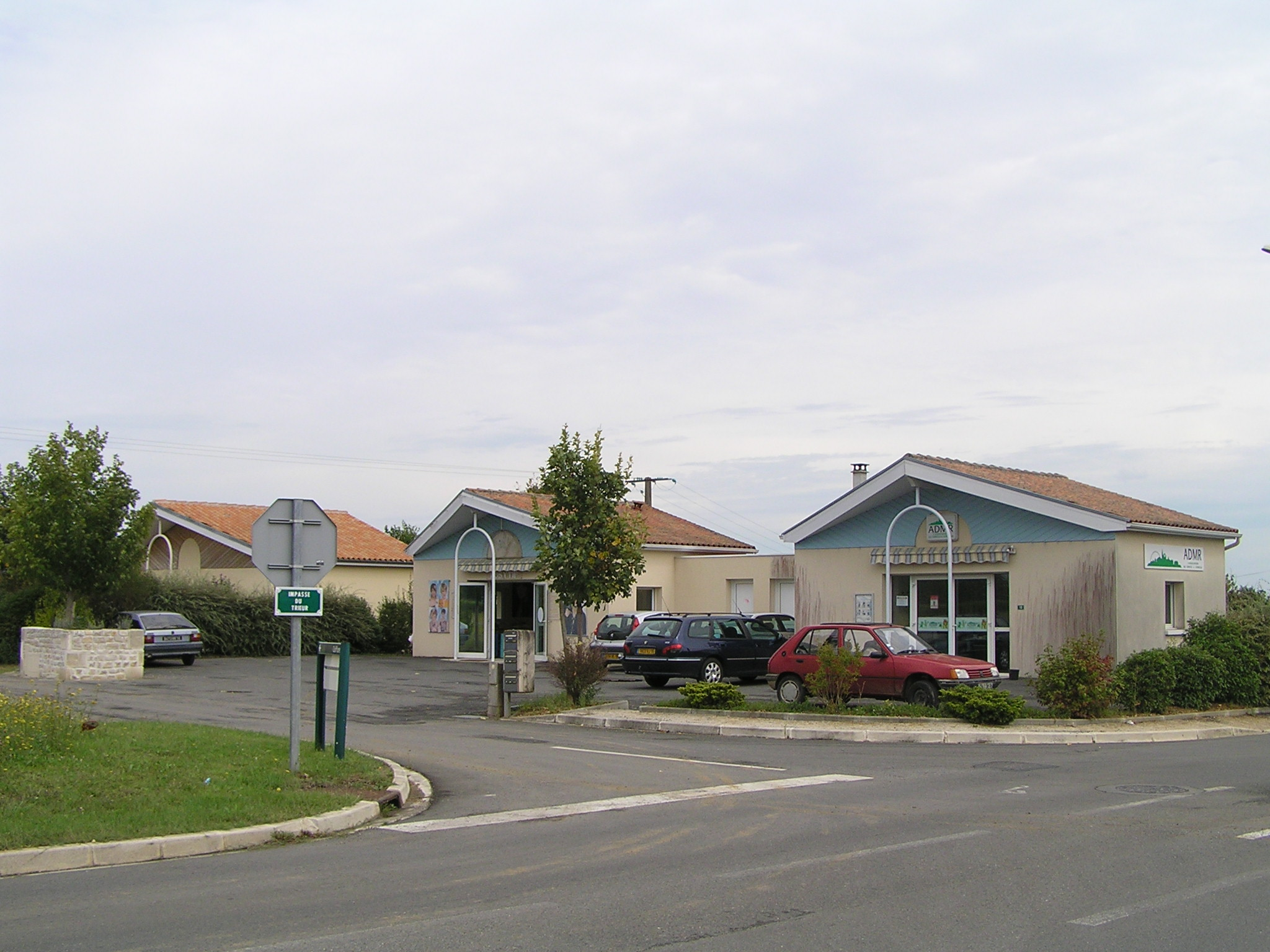
Commerces.
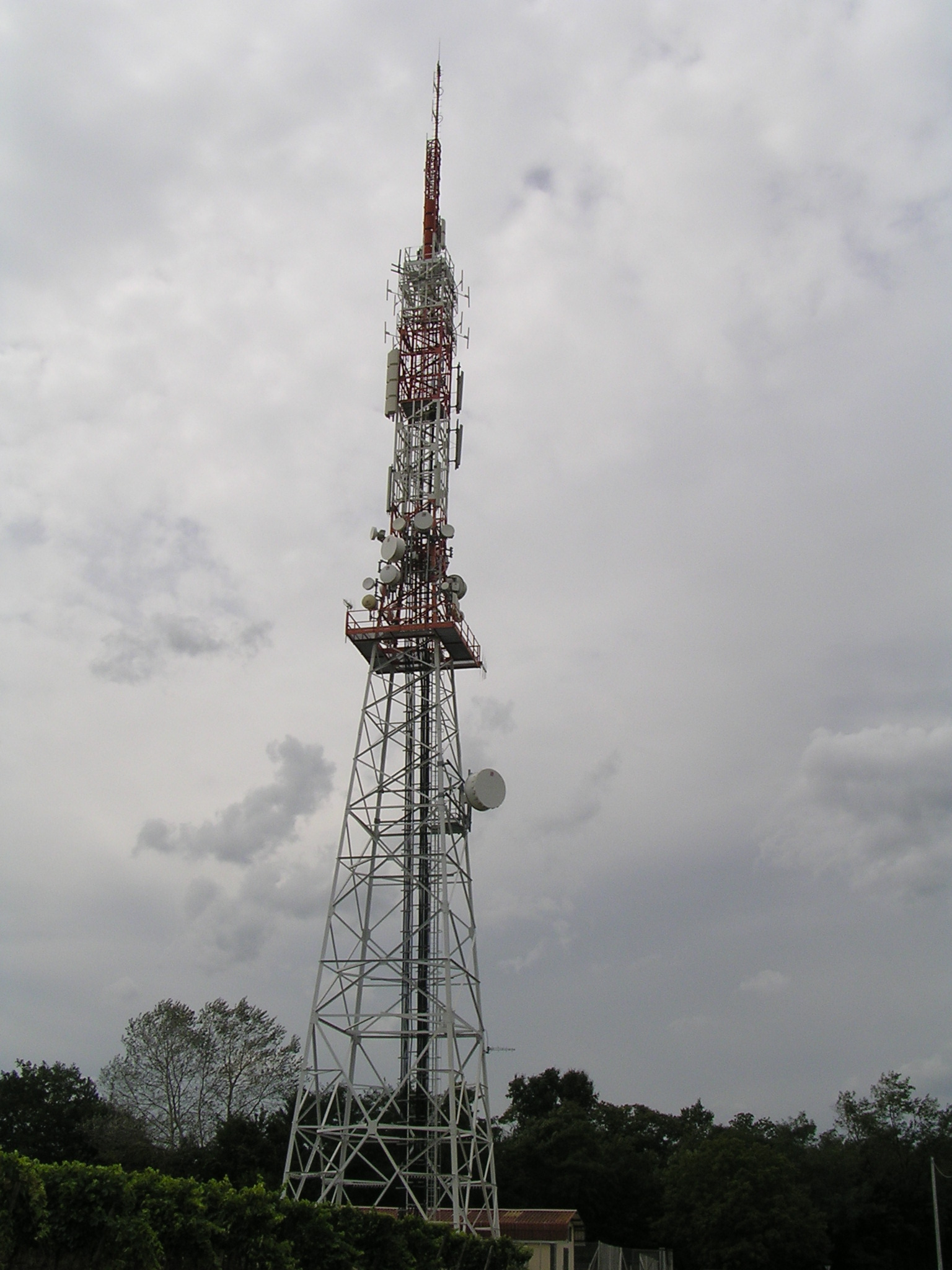
Antenne relais.

## Équipements, services et vie locale

### Enseignement
Saint-Saturnin possède une école primaire publique, Gilbert-Ramblière, comprenant cinq classes (une classe de maternelle et quatre classes d'élémentaire). Le secteur du collège est Saint-Michel.

### Santé
Le groupe médical le plus proche est celui d'Hiersac.

### Sports
La commune dispose d'une salle de sports communale, de clubs de football, tennis, tennis de table, VTT ainsi que d'un centre équestre.

### Cultes
Au sein du diocèse d’Angoulême, la commune dépend de la paroisse catholique de Fléac-Hiersac qui regroupe les communes d'Asnières-sur-Nouère, Fléac, Hiersac, Linars, Moulidars, Saint-Saturnin et Trois-Palis.

## Lieux et monuments

### Patrimoine religieux
L'église paroissiale Saint-Saturnin a été construite au XIIe siècle et restaurée  au XVe siècle ; elle a été classée monument historique le 7 décembre 1973.

L'église Saint-Saturnin
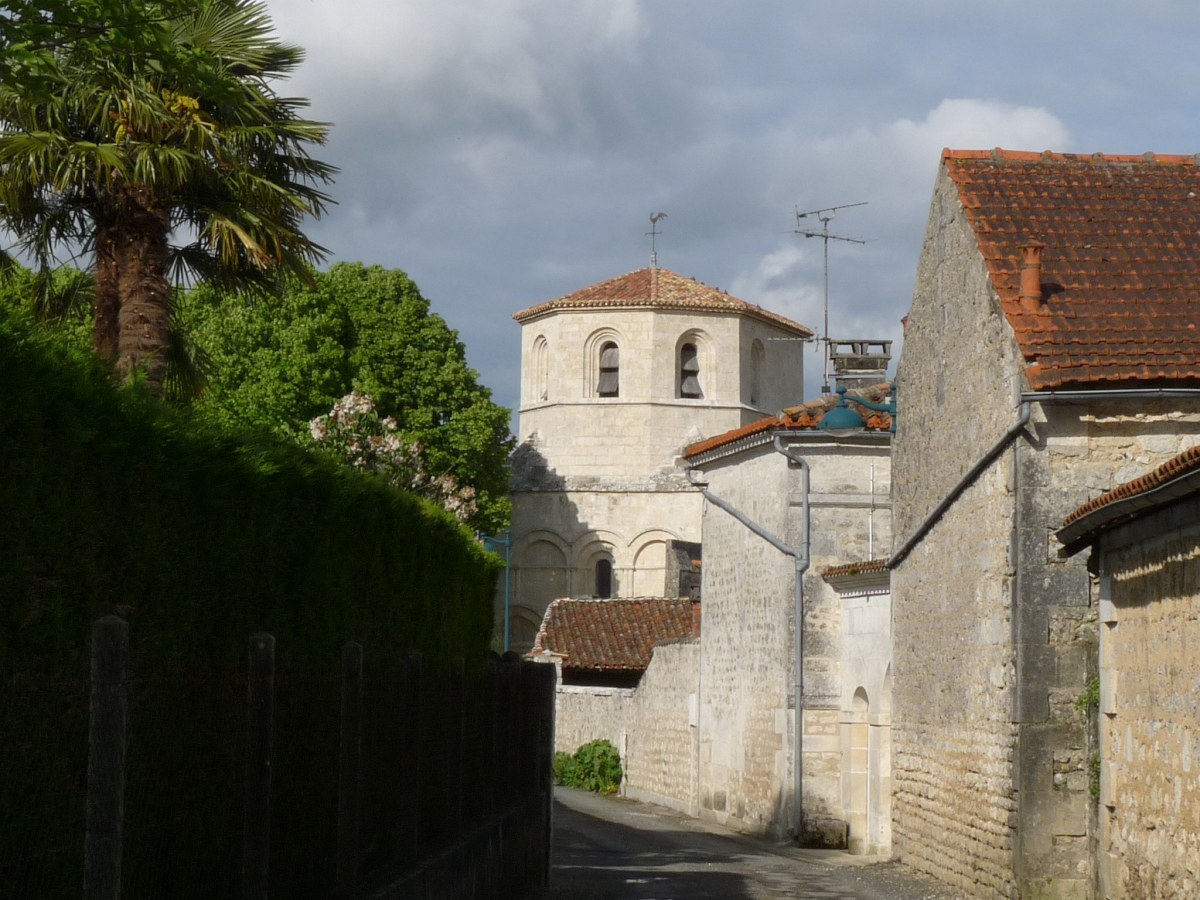
Le clocher.
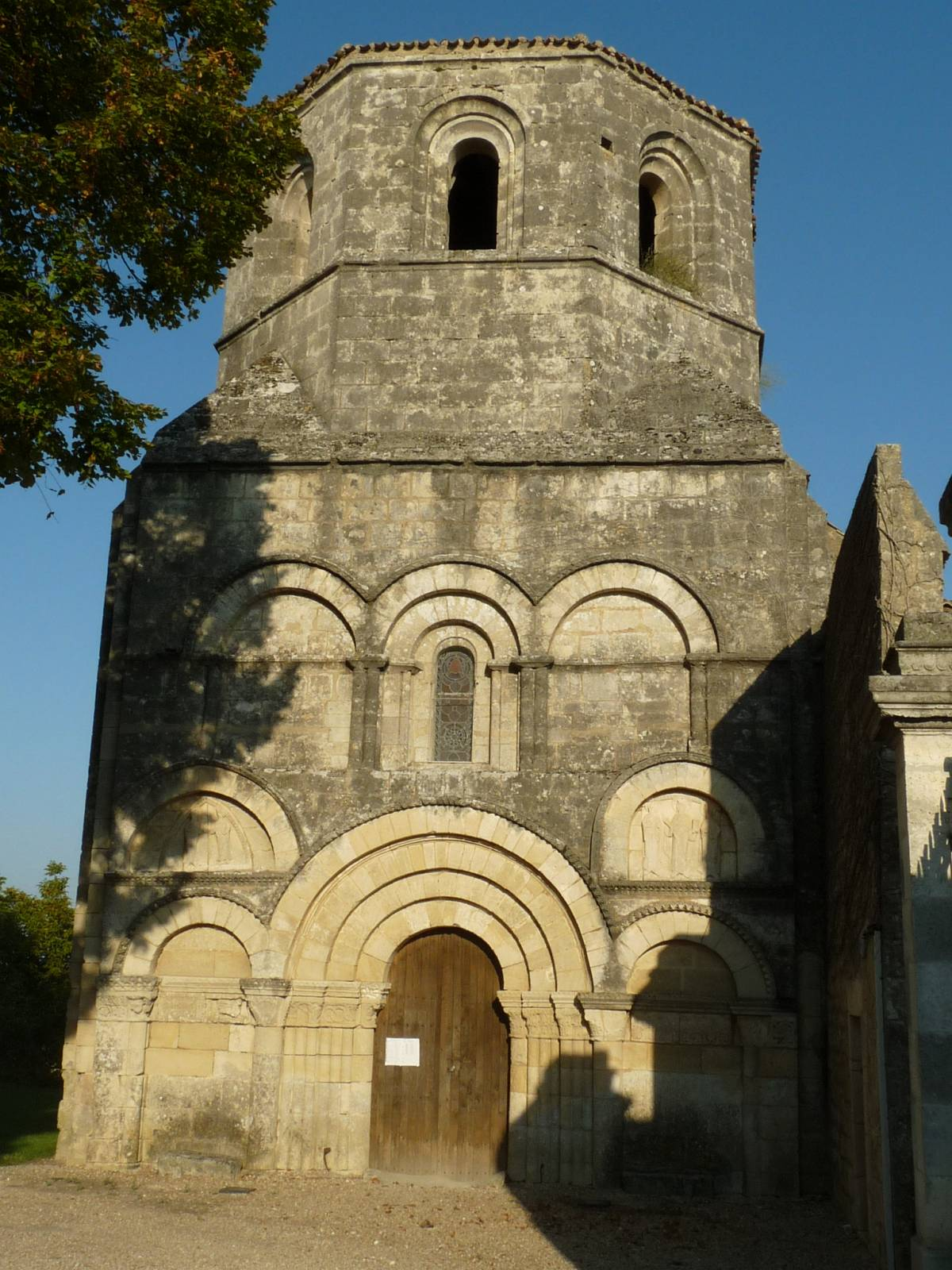
La façade.
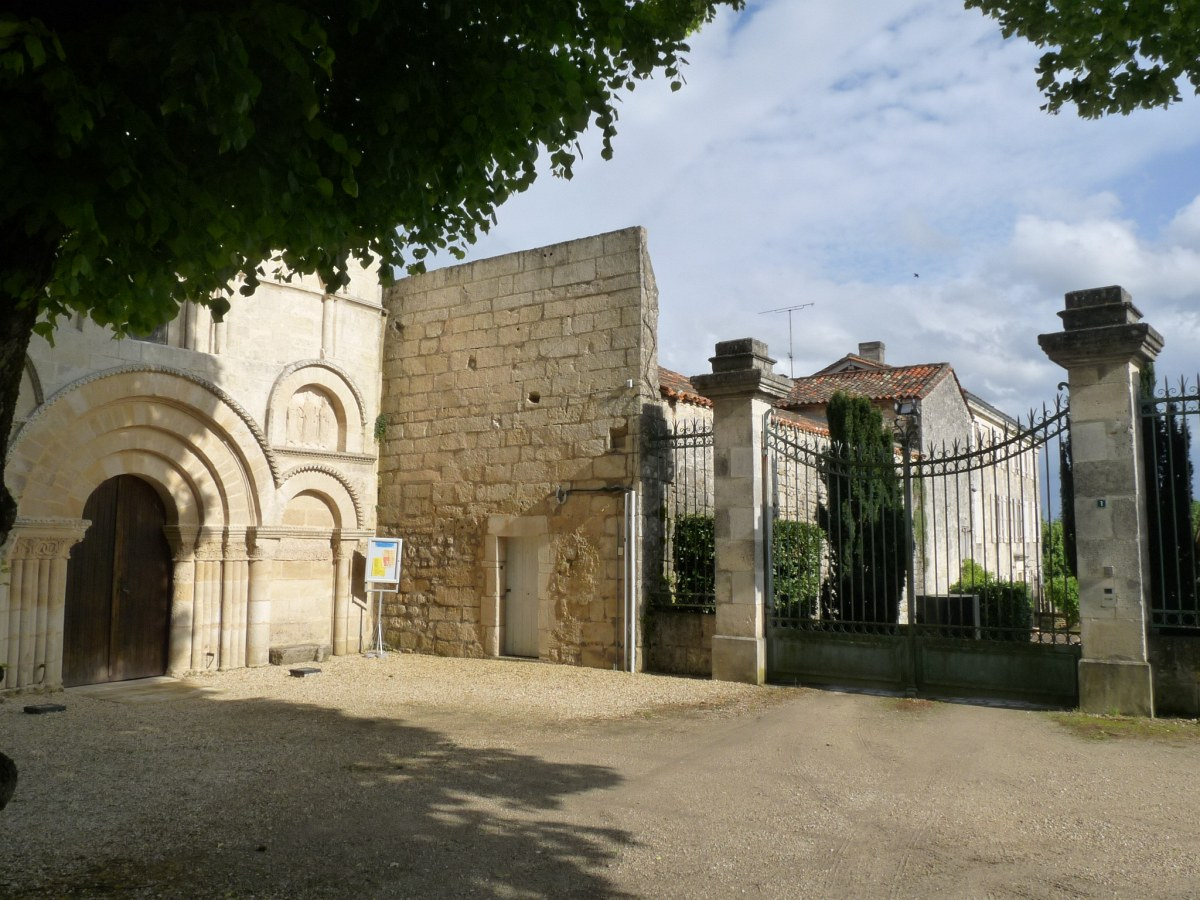
L'église et le logis.

Le logis accolé à l'église était la propriété de l'archidiacre de la cathédrale d'Angoulême. La tradition veut que Calvin y ait séjourné lors de son passage à Angoulême, accueilli par son ami le chanoine Louis du Tillet, en 1533 et 1534, et où il aurait écrit une partie de ses "Commentaires",.

### Patrimoine civil
Le logis de Moulède était l'ancien prieuré. Le prieuré Notre-Dame de Moulède a été fondé par l'abbaye de La Couronne, de l'ordre augustinien vers 1143 sur un domaine qui lui a été donné par le chapitre de la cathédrale d'Angoulême. L'église, désaffectée, comporte trois travées qui ont reçu des croisées d'ogives au XVe siècle.
Le château de Maillou date des XVIe et XVIIe siècles. François Nesmond, conseiller d'État et président du Parlement de Bordeaux, le fit édifier en 1580.
Cette commune a la particularité de disposer de deux monuments aux morts à l'issue de la Première Guerre mondiale. Après la guerre, les habitants ne s’étant pas mis d'accord sur l’emplacement du monument aux morts, un premier monument est construit place de l’église selon le choix des conseillers de droite, tandis que les conseillers de gauche choisissent de construire un second monument aux morts devant l’école. depuis cette date, les commémorations officielles ont lieu devant les deux monuments.

Vues diverses
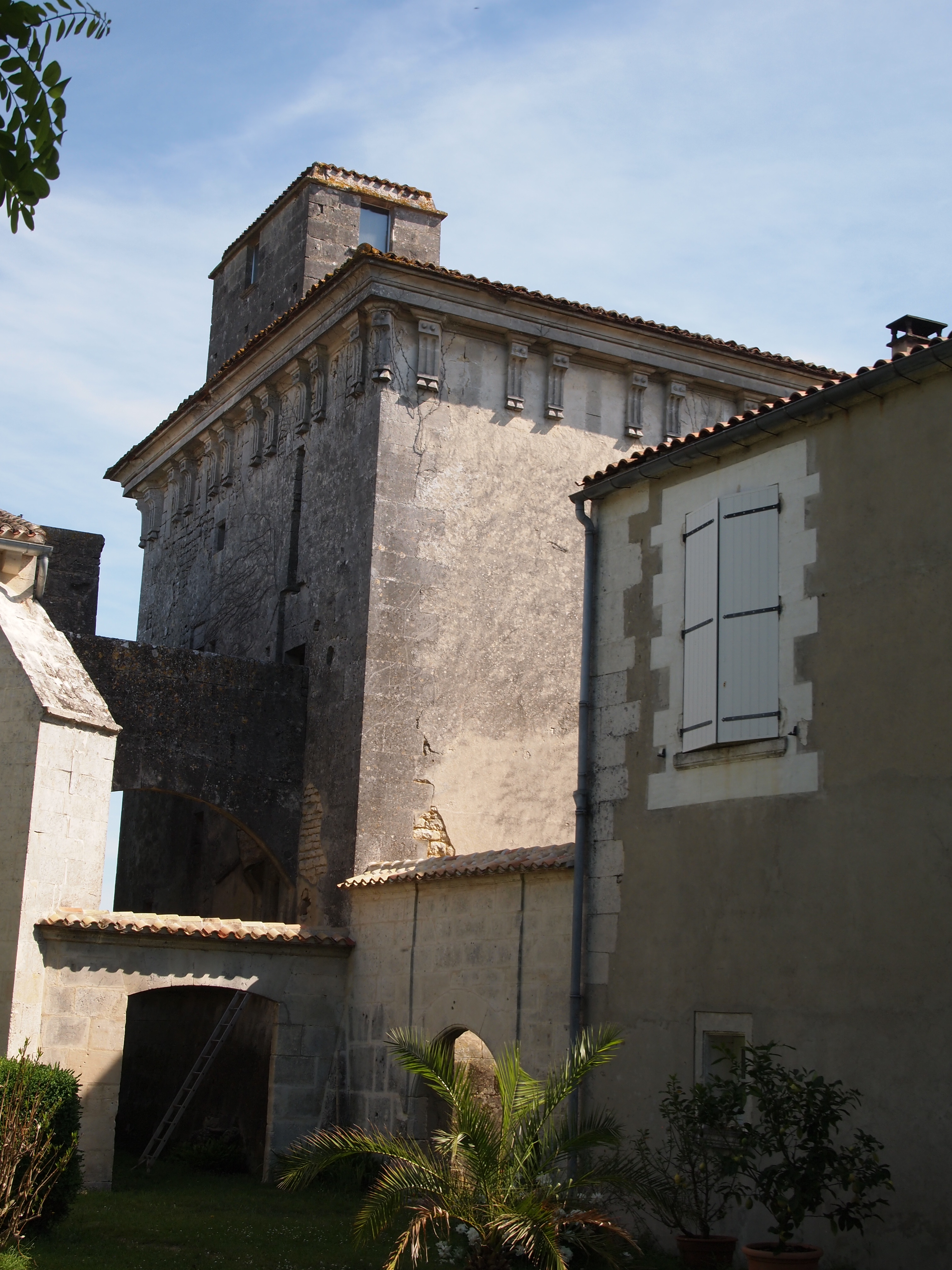
Donjon du château de Maillou.
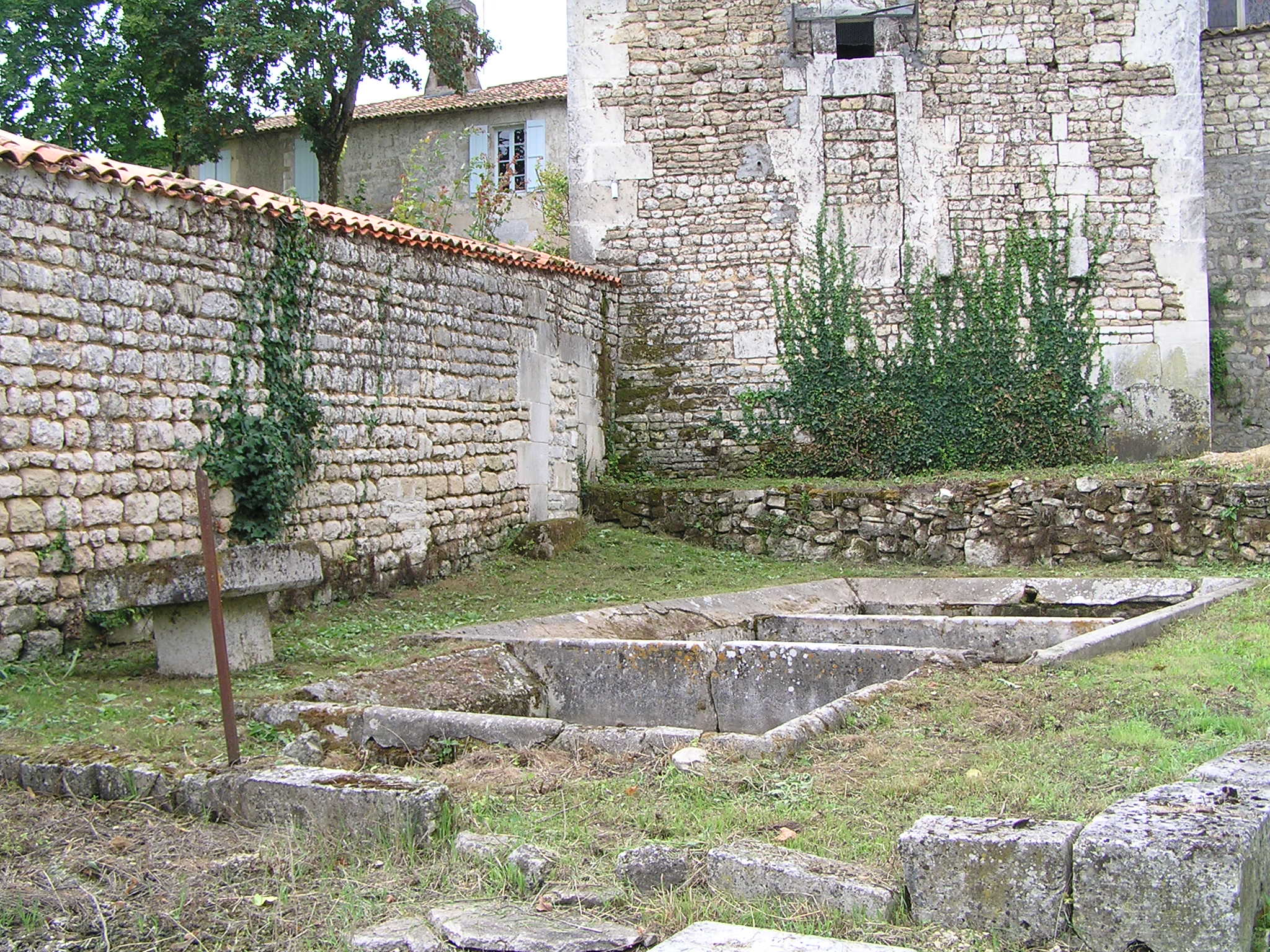
Lavoir.
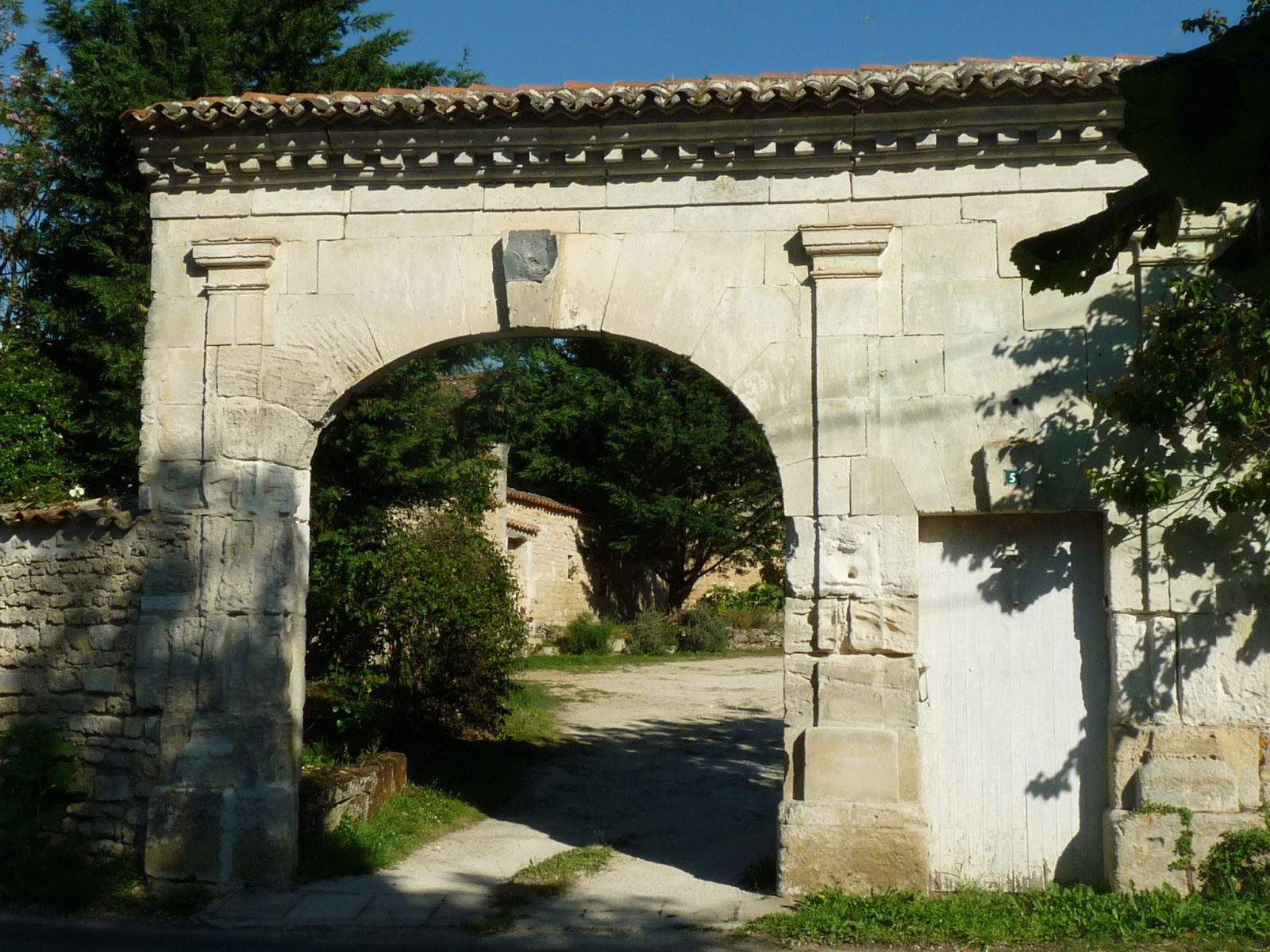
Portail charentais à la Petite Vigerie.
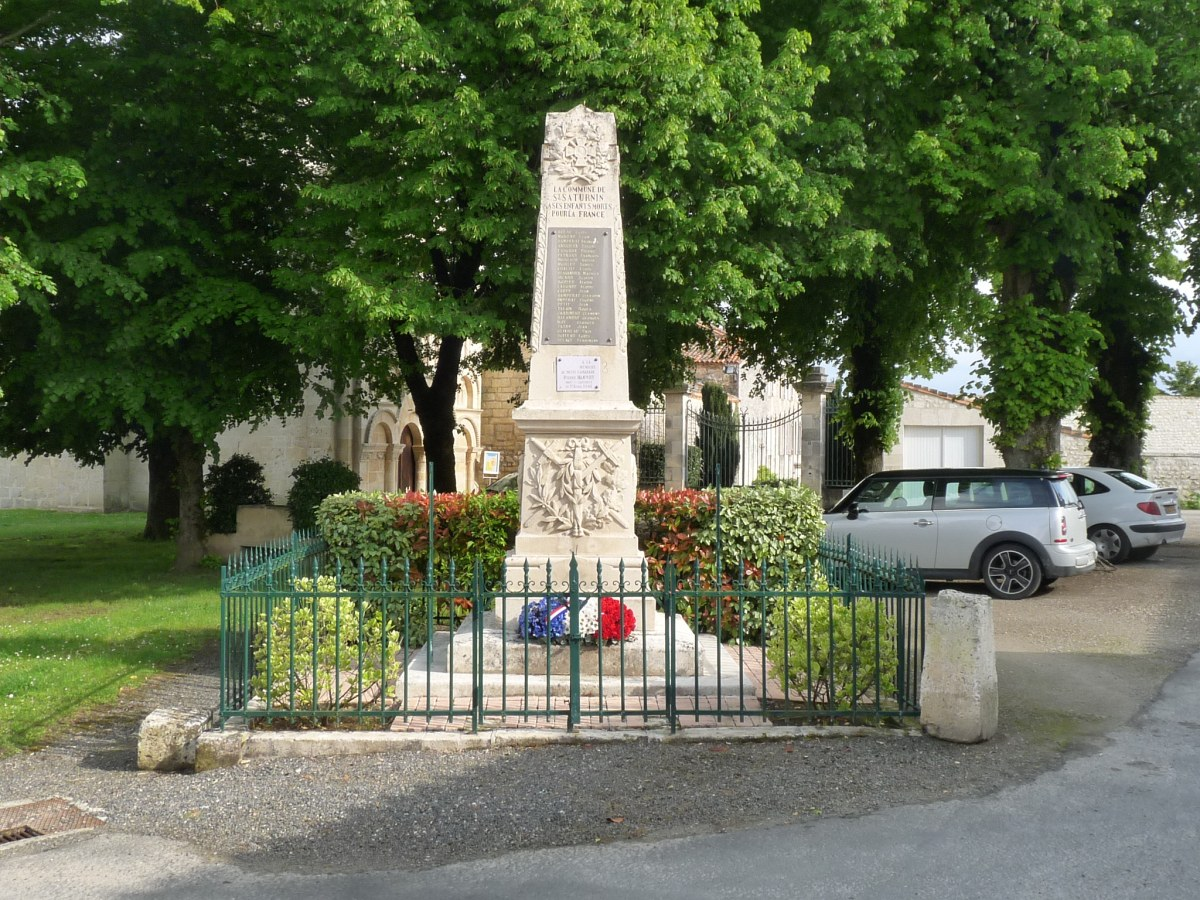
Monument aux morts près de l'église.

## Personnalités liées à la commune
- Jean Calvin (1509-1564), un des fondateurs de la religion chrétienne protestante, a été hébergé près de l'église vers 1533[59].
- Pierre Mathieu-Bodet (1816-1911), député et ministre, est né à Saint-Saturnin.